# Psychosomatyka
Psychosomatyka – całościowe ujmowanie problemów człowieka chorego. Termin wprowadził do medycyny w 1818 roku J.Ch. Heinroth.
Psychosomatyka zajmuje się rozpatrywaniem zależności psychosomatycznych, czyli dotyczących wpływu czynników psychicznych na organizm człowieka. Badania w modelu patogenetycznym poszukują czynników natury psychicznej w powstawaniu chorób somatycznych i wpływających na ich przebieg.
Czynniki takie to:
- Osobowość
  - Właściwości osobowości przedchorobowej osób, u których w ciągu pięciu lat rozwinęła się choroba wieńcowa (badania podłużne):
    - Większa skłonność do przeżywania napięć emocjonalnych
    - Silna potrzeba niezależności
    - Podejrzliwość w stosunku do ludzi
- Środowisko i czynniki sytuacyjne
  - Wysiłek adaptacyjny - spowodowany przez zmiany życiowe wysiłek psychofizyczny, który może prowadzić do powstania choroby, wskutek kumulacji zmian i przeciążenia procesu adaptacyjnego.
- Stres
  - Teoria R. Lazarusa i S. Folkman, według której Stres to określona relacja (ang. relationship) między osobą a otoczeniem, która oceniana jest przez osobę jako obciążająca lub przekraczająca jej zasoby i zagrażająca jej dobrostanowi.

Określenie „zaburzenia psychosomatyczne“ funkcjonuje w nauce od niedawna, gdyż dopiero od 1922, jednak już Platon w dziele Parmenides twierdził: „leczenie wielu chorób, nie jest znane lekarzom Hellady, gdyż nie baczą oni na całość, którą także studiować należy, albowiem nie może być zdrowa część, kiedy niedomaga całość“.

## Teorie psychosomatyki
Podział główny:
- Teorie zakładające swoistość etiologii – zostały ukształtowane pod wpływem freudowskiej psychoanalizy. Zakładają, iż schorzenia somatyczne muszą mieć odpowiednią dla siebie przyczynę.
- Teorie zakładające nieswoistość etiologii – ukształtowane głównie pod wpływem koncepcji stresu H. Salyego, zakładające, że każdy czynnik stresowy, może doprowadzić do zmian organicznych.

Wyznawcami teorii swoistości etiologii byli: Freud, Ferenczi, Jelliffe, Deutsch. Wszyscy oni, jak cały nurt psychoanalityczny w tamtych czasach, twierdzili, że zaburzenia fizjologiczne są wyrazem stłumionych, podświadomych pragnień. Freud podawał za przykład konwersję histeryczną.

## Choroby psychosomatyczne
- Choroba wrzodowa układu pokarmowego
- Choroby układu krążenia
- Otyłość o podłożu psychosomatycznym
- Zaburzenia oddychania (duszności, astma)
- Zaburzenia snu
- Migreny
- Zaburzenia łaknienia
- Zaburzenia układu moczowo-płciowego o podłożu psychosomatycznym
- Zaburzenia wegetatywne

Klasyfikacja chorób psychosomatycznych według Manfreda Bleulera
- Choroby organiczne 
  - nadciśnienie tętnicze
  - choroba wrzodowa żołądka i dwunastnicy
  - wrzodziejące zapalenie jelita grubego
  - choroba niedokrwienna serca
  - reumatoidalne zapalenie stawów
- Zaburzenia funkcjonalne
  - przewlekłe zaparcia
  - moczenie mimowolne
  - zaburzenia seksualne
  - tiki nerwowe
- Pośrednie zaburzenia psychosomatyczne
  - otyłość
  - uzależnienia
  - samouszkodzenia
  - samobójstwa

Klasyfikacja chorób psychosomatycznych według Engela:
- Zaburzenia psychogenne
  - objawy konwersyjne
  - reakcje hipochondryczne
  - reakcje na zaburzenia psychopatologiczne
- Zaburzenia psychofizjologiczne
  - objawy fizjologiczne towarzyszące emocjom i stanom afektywnym
  - zaburzenia organiczne nasilane przez stres